# Das Labyrinth
Das Labyrinth oder Der Kampf mit den Elementen: der Zauberflöte zweyter Theil (Labyrinten eller kampen mot elementen: Trollflöjtens andra del) är en "große heroisch-komische Oper" i två akter, komponerad 1798 av Peter von Winter till ett tyskspråkigt libretto av Emanuel Schikaneder. Verket har formen av ett "Singspiel", en populär form som inkluderade både sång och talad dialog. Operan är en uppföljare till Mozarts opera Die Zauberflöte (Trollflöjten).

## Historik
Das Labyrinth hade premiär på förortsteatern Freihaus-Theater auf der Wieden i Wien den 12 juni 1798. Schikaneder själv spelade Papageno, medan Nattens drottning spelades av Mozarts svägerska Josepha Hofer-Mayer. Schikaneder var också librettisten till Mozarts opera och han ansågs ha varit "en av de mest originella och mest inflytelserika teaterpersonerna av sin tid". Båda artisterna repriserade sina roller från "Trollflöjten".
Alexandra Liedtke, regissören för Salzburg Festivalens produktion år 2012, tolkade historien och Schikaneders libretto "som en av historiens stora sagor [...], där det symboliska och lekfullheten står i rampljuset."
Operan fick under 1800-talet uppföranden bland annat också på Theater an der Wien och Konzerthaus Berlin (1803), Opern- und Schauspielhaus Frankfurt (1806), Staatstheater Nürnberg (1807) och andra platser. 1978 gjordes en produktion utan talad dialog i ett oautentiskt musikaliskt arrangemang, dirigerad av Wolfgang Sawallisch, regisserad av August Everding, scenografi av Jürgen Rose i Cuvilliés-Theater i München och i september 2002 framfördes den på Chemnitz opera.
Den 3 augusti 2012 presenterades operan för första gången på Salzburgfestivalen, på borggården till ärkebiskopens residens, i en uppsättning som dirigerades av Ivor Bolton och regisserades av Alexandra Liedtke.

## Roller

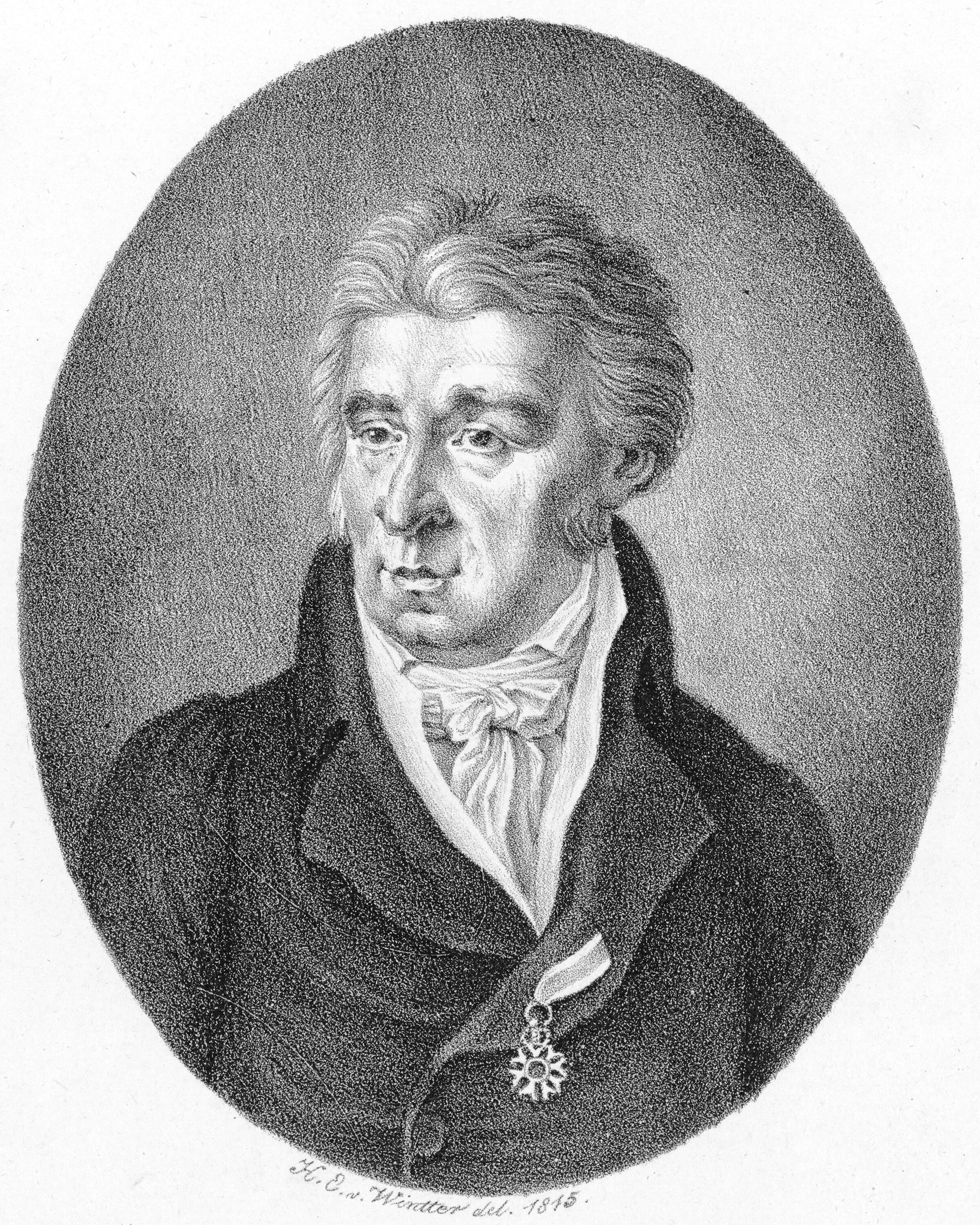
von Winter

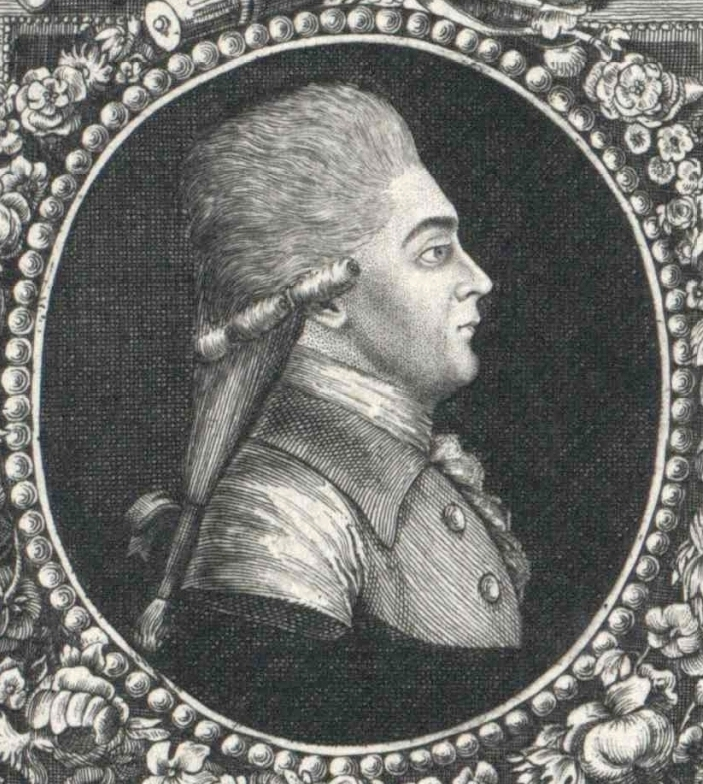
Schikaneder

| Roller | Röstfack                 | Premiärföreställning, 12 juni 1798 (Dirigent: –) |
| --- | ------------------------ | ------------------------------------------------ |
| Sarastro | bas                      | Sebastian Mayer                                  |
| Nattens drottning                                                                                            | sopran                   | Josepha Hofer-Mayer                              |
| Pamina, hennes dotter                                                                                        | sopran                   |                                                  |
| Tamino | tenor                    |                                                  |
| Papageno | bas                      | Emanuel Schikaneder                              |
| Papagena | sopran                   |                                                  |
| Första damen (senare: Venus)                                                                                 | sopran                   |                                                  |
| Andra damen (senare: Adonis)                                                                                 | mezzosopran              |                                                  |
| Tredje damen (senare: deras page)                                                                            | alt                      |                                                  |
| Tre genier                                                                                                   | sopran, mezzosopran, alt |                                                  |
| Monostatos, en mor                                                                                           | bas                      | Jakob Haibel                                     |
| Tipheus, kung av Paphos                                                                                      | bas                      |                                                  |
| Sithos, hans vän                                                                                             | bas                      |                                                  |
| Översteprästinna                                                                                             | talroll                  |                                                  |
| Två prästinnor                                                                                               | talroller                |                                                  |
| Gura, en morisk kvinna                                                                                       | talroll och dansare      |                                                  |
| Papageno och Papagena som äldre                                                                              | bas, alt                 |                                                  |
| Två präster                                                                                                  | tenor, bas               |                                                  |
| Två väktare av labyrinten                                                                                    | tenor, bas               |                                                  |
| Präster och prästinnor, Tipheus och Sarastros krigare, små Papageno och Papagena, olika morer och annat folk |                          |                                                  |

## Musiken i operan
- Ouvertyr

### Akt I
- Nr 1. Introduktion: Seht ihr den prächtigen Palast? (Nattens drottning, Tre damer, Sarastro, Kör)
- Nr 2. Resitativ och aria: Ha, wohl mir! Höre es, Natur! (Nattens drottning)
- Nr 3. Duett: Lalalera (Papagena, Papageno)
- Nr 4. Recitativ och aria: Ist jene nicht Pamina (Sarastro, Pamina)
- Nr 5. Kvintett: Trinket dem Bunde (Pamina, Tamino, första damen, andra damen, Sarastro)
- Nr 6. Pantomim
- Nr 7. Aria: Man glaubt von den Männern (Papageno)
- Nr 8. Final: Heil, o Isis und Osiris (kör, Sarastro, Pamina, Tamino)

### Akt II
- Nr 9. Introduktion: Trinket und singet (kör, Papageno, Papagena, Papageno som äldre, Papagena som äldre)
- Nr 10. Papagenos dans
- Nr 11. Aria och kör: Schwestern trauert (Sarastro, kör, Tamino)
- Nr 12. Moriskans dans
- Nr 13. Aria: Dieser Kuss (Tamino)
- Nr 14. Kvartett: Giebst du mir das Glöckchenspiel (tre damer, Papageno)
- Nr 15. Kavatina: Nun, adieu ich reiss (Papageno)
- Nr 16. Klockspel.
- Nr 17. Aria och kör: Erwarte hier dein Schicksal (Nattens drottning, kör, Pamina, Tipheus)
- Nr 18. Duett: Weibchen treu wie euer Schatten (Pamina, Papageno)
- Nr 19. Pantomim
- Nr 20. Final: Freund hier müssen wir

## Synopsis

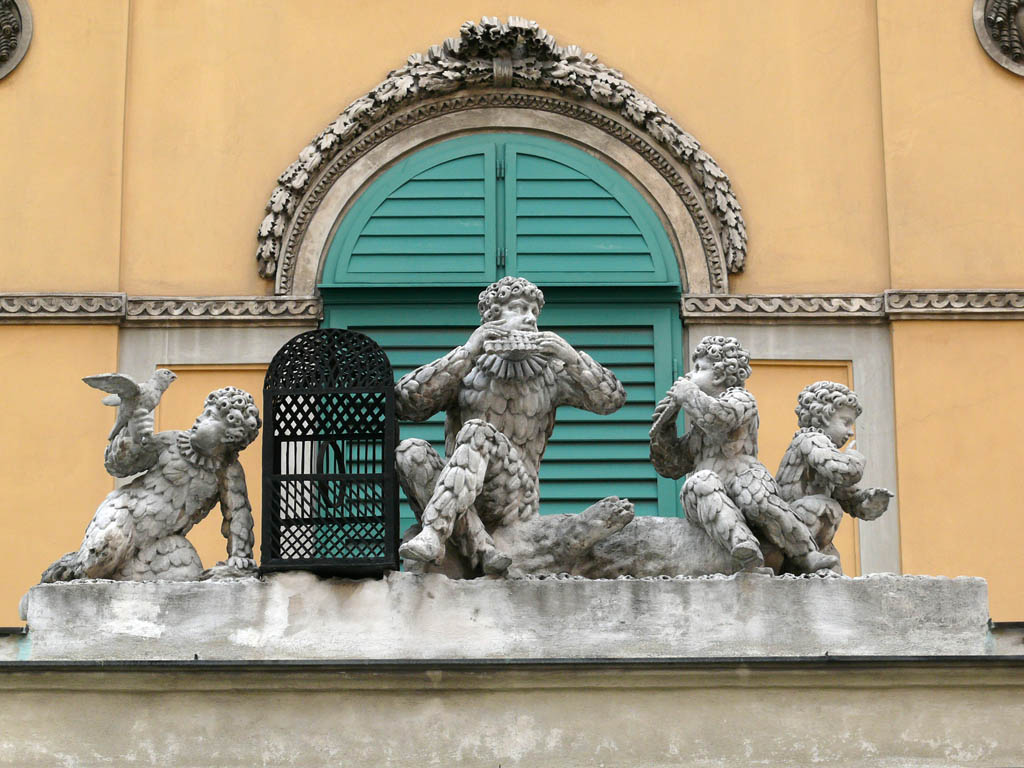
Papageno Gate, den tidigare huvudingången till Theater an der Wien (1801) – Schikaneder som Papageno

Efter kampen mot eld och vatten finns det fortfarande två element för Pamina och Tamino som inte besegrats: luften och jorden. Tipheus försöker skilja det förlovade paret åt och Monostatos försöker tilltvinga sig Papagenas kärlek. Papageno träffar sina föräldrar och syskon.

## Goethes uppföljare
Det finns en annan uppföljare till den ursprungliga Trollflöjten, kallad   Der Zauberflöte zweyter Theil , ett librettofragment av Johann Wolfgang von Goethe, som var avsedd att sättas till musik av Paul Wranitzky. Denne avsade sig dock uppdraget.